# Foro (ave)
Foro es un género de ave, de posición sistemática incierta, que vivió desde principios a mediados del Eoceno en el límite entre el Ypresiano y el Lutetiano, hace unos 48 millones de años. Es conocido por fósiles hallados en la formación Green River de Wyoming.
Sus relaciones filogenéticas son desconocidas. A veces es clasificado en su propia familia, Foratidae. Puede haber estado emparentado con los Cuculiformes (incluyendo a los turacos), pero a veces es visto como el "eslabón perdido" entre los cucos y/o los turacos y el enigmático hoacín de la Amazonia, debido a que comparte características en su cráneo y mandíbulas con el hoacín, mientras el resto del esqueleto tiene características propias de los musofágidos. Este último puede estar relacionado con distintos tipos de aves modernas; sus afinidades constituyen uno de los grandes enigmas de la ornitología.
Por otra parte, el género del Eoceno Onychopteryx de Argentina ha sido relacionado con el hoacín y Foro; incluso se lo ha considerado como sinónimo más moderno de este último. Los que es cierto es que los Cuculiformes, especialmente los turacos, están entre los candidatos más probables a ser los parientes vivos más cercanos del hoacín. También se conoce un hoacín primitivo, Hoazinoides, de mediados del Mioceno de Colombia, el cual no contradice la idea de que Foro panarium fue un miembro antiguo del linaje de los hoacines, siendo en ese caso probablemente mejor considerarlo como un opistocomiforme basal - o tal vez cuculiforme - y no de una familia distinta. Por otro lado, se ha propuesto que el hoacín pertenece a un muy distinto clado de (probable) origen en el Cretáceo, las Metaves. Como no se conoce con ninguna certeza la historia evolutiva del linaje de los hoacines a través del Paleógeno, F. panarium no puede apoyar o contradecir estas hipótesis.
Lo que se puede decir de Foro, es que tenía un cuerpo robusto, de no más de 30 centímetros de largo, con un cráneo dotado de un pico corto y robusto, probablemente adaptado a una dieta frugívora; las patas eran relativamente largas y fuertes, por lo que pudo ser parcialmente terrestre, mientras que tenía con alas relativamente cortas, por lo que es probable que fuera un ave que no volaba grandes distancias . Consecuentemente, no es muy probable que sea congenérico con Onychopteryx, dado que en su época Norte y Suramérica estaban aún separadas por cerca de 1600 kilómetros de mares someros, si bien ser capaz de volar le permitiría incluso a un linaje de aves sedentarias difundirse a través de todas las Américas, si bien de manera lenta, lo que refuerza que Foro y Onychopteryx parecen ser distintos géneros, pero sin embargo de alguna manera relacionados y, posiblemente, parientes muy cercanos.